# Astragalus coccineus
Astragalus coccineus là một loài thực vật có hoa trong họ Đậu. Loài này được (Parry) Brandegee miêu tả khoa học đầu tiên.

## Hình ảnh

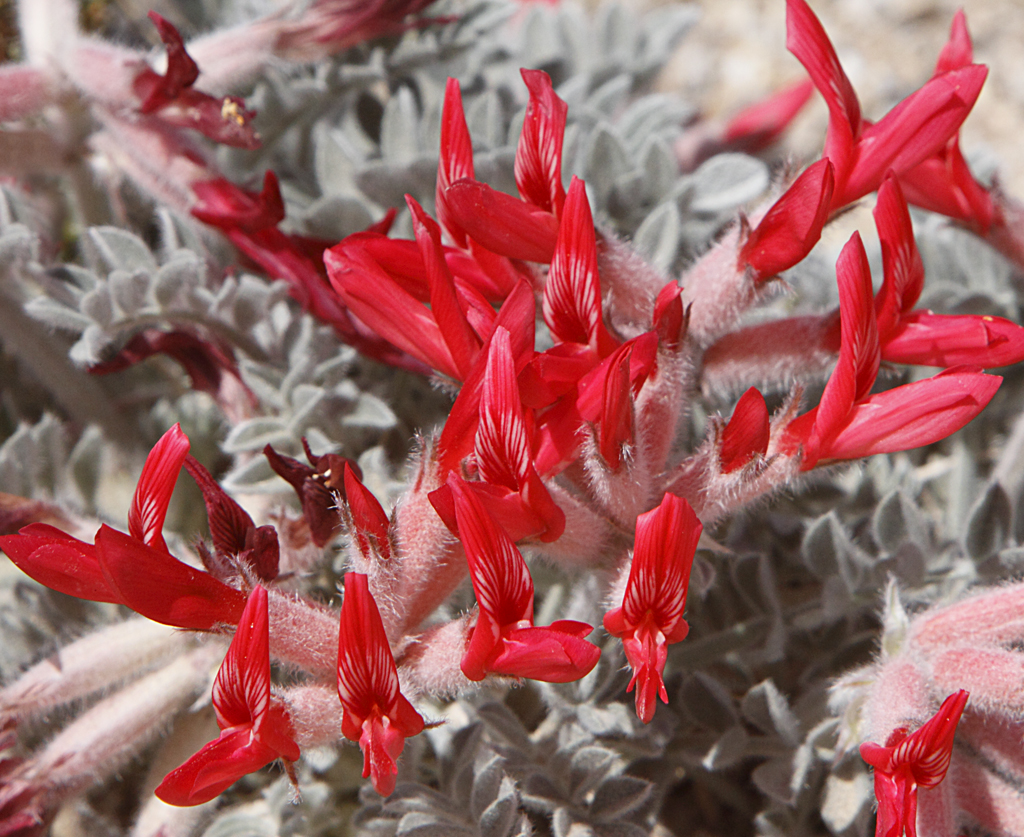
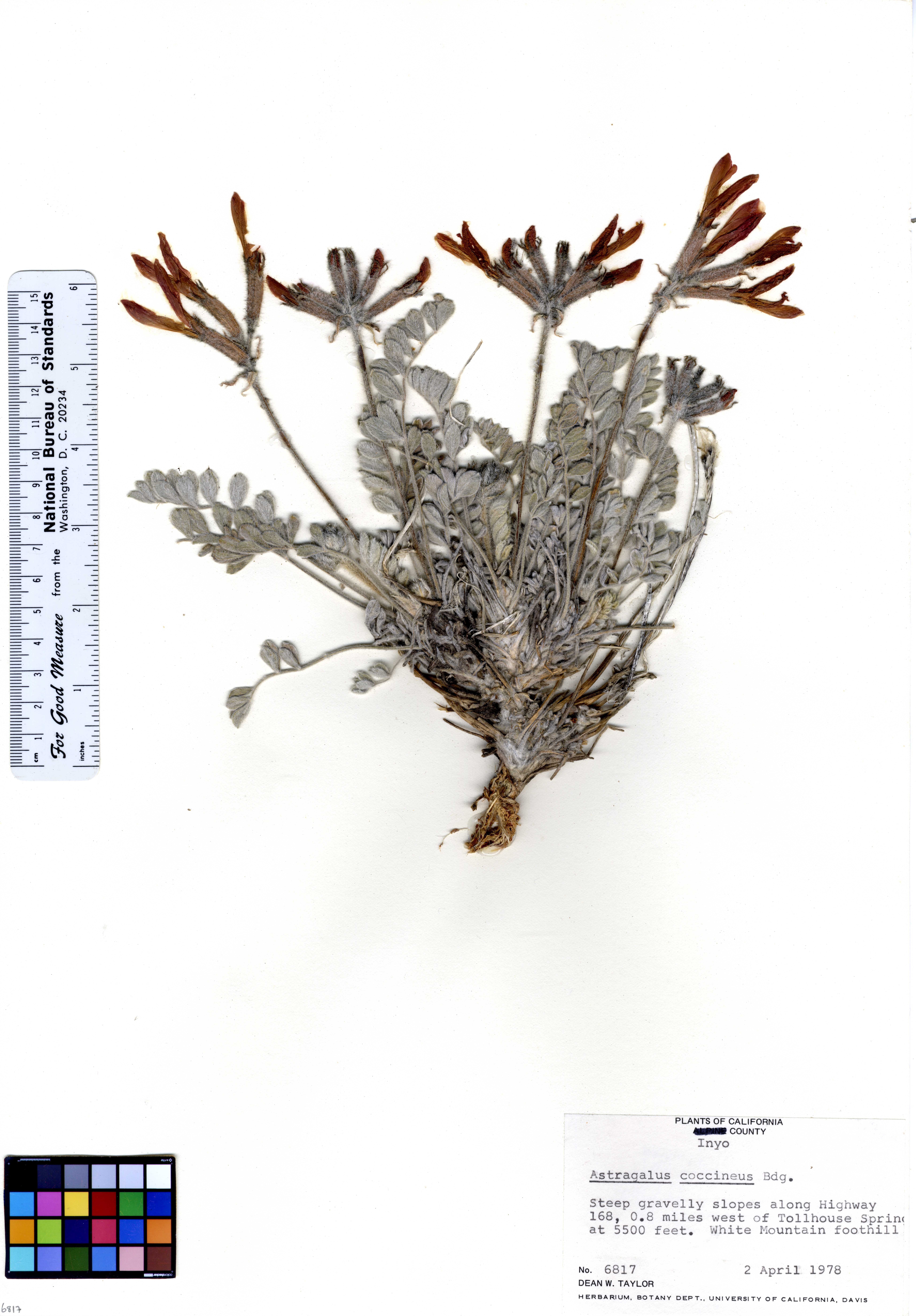